# George North
George Phillip North (* 13. dubna 1992 King's Lynn) je velšský ragbista hrající za francouzský klub Provence Rugby. Jeho preferované pozice jsou tříčtvrtka a křídlo. S klubem Northampton Saints vyhrál v roce 2014 anglickou ligu. 
S reprezentací Walesu vyhrál čtyřikrát Six Nations (2012, 2013, 2019, 2021). Zúčastnil se MS 2011 až MS 2023. Na svém prvním světovém šampionátu položil ve svých 19 letech a 166 dnech pětku a stal se nejmladším hráčem historie, který to dokázal. Také je nejmladším hráčem historie, co si za svou reprezentaci připsal 100 zápasů. Byl členem Britských a Irských lvů v roce 2013 a 2017. Po Six Nations 2024 ukončil reprezentační kariéru. Za Wales si připsal 121 zápasů a 47 pětek. 
Jeho otec je Angličan a matka je Velšanka. Má za manželku mistryni světa a dvojnásobnou stříbrnou olympioničku z LOH 2016 v dráhové cyklistice Becky Jamesovou.